# Didier Chamizo
 (février 2023).
Si vous disposez d'ouvrages ou d'articles de référence ou si vous connaissez des sites web de qualité traitant du thème abordé ici, merci de compléter l'article en donnant les références utiles à sa vérifiabilité et en les liant à la section « Notes et références ».
Didier Pierre Chamizo, dit Chamizo, est un peintre contemporain français né le 15 octobre 1951 à Cahors (Lot).

## Biographie
Didier Chamizo naît le 15 octobre 1951 à Cahors.
Incarcéré à Lyon, il est à l'origine de la réalisation avec un groupe de détenus, de la fresque du tunnel reliant les prisons de Saint Paul et Saint Joseph en 1989.
En 2016, la Galerie Seine 51 lui consacre une exposition présentant ses dernières œuvres.
Le 14 février 2016, une Harley Davidson peinte par Chamizo pour la Fondation Womanity qui se consacre à l'émancipation des femmes et des filles défavorisées, est vendue aux enchères à Genève pour 145 000 € lors d'un gala de charité ayant rapporté 2,3 millions d'euros.

## Expositions
- 2016 : Exposition organisée par la mairie de Saint-Étienne à l'école des beaux-arts de Saint-Etienne[6].
- 2017 : Exposition à Saint-Cirq-Lapopie[7].
- 2018 : Exposition à Ibiza[8].
- 2019 : Peinture d’une Ferrari[9] et présentation de l’œuvre à Palerme, à la XXIXe édition du tour de Sicile, puis au musée de la Ferrari[10].
- 2019-2022 : Exposition "Au-delà des murs", au musée des Confluences à Lyon[11], puis au Musée international de la Croix-Rouge de Genève, puis au Deutsches Hygiene-Museum de Dresde[12].
- 2020 à nos jours : L’espace Pierre Cannat de l'Ecole nationale d'administration pénitentiaire présente une exposition permanente des œuvres du peintre[13].
- 2021-2022 : Rétrospective « 50 years of painting »  Galeries Mickael Marciano, Place des Vosges, Paris[14].
- 2022 : Exposition des œuvres du tunnel Saint Paul dans le cadre des journées du patrimoine à Lyon[15].
- 2023 : Exposition au casino de Deauville[16].

## Œuvres
- 1992 : Réalisation du Mur de Douelle, fresque de 120 mètres de long sur 6 mètres de haut en bord du Lot, retraçant l'histoire du vin. Restauration en 2010.
- 2007 : Installation de Portes de prisons, sur le causse du Lot (près de Cahors)

### Filmographie
- 1989 : Reportage Comité de soutien à Didier Chamizo, Cécile Philippe, FR3 Rhône-Alpes.
- 1990 : La Création vagabonde, François Reichenbach, diffusé sur Antenne 2.
- 2002 : Chamizo figure dans la série Place à l'Art contemporain ! de Jacques Bouzerand et Thierry Spitzer, diffusée sur France 5.
- 2007 : Chamizo est l'un des intervenants d'un film de Sophie Bonnet diffusé dans la série des Dossiers Scheffer (présentés par Arnaud Poivre d'Arvor) ; film diffusé sur France 5 les 13 et 15 avril 2007.